# جوليان غوثير
جوليان غوثير هو لاعب هوكي الجليد كندي، ولد في 15 أكتوبر 1997 في Pointe-aux-Trembles ‏ في كندا.

## وصلات خارجية
- جوليان غوثير على موقع دوري الهوكي الوطني (الإنجليزية)
- جوليان غوثير على موقع الدوري الأمريكي لهوكي الجليد (الإنجليزية)
- جوليان غوثير على موقع EliteProspects.com (الإنجليزية)
- جوليان غوثير على موقع HockeyDB.com (الإنجليزية)